# Lumby Sogn
Lumby Sogn er et sogn i Hjallese Provsti (Fyens Stift).
I 1800-tallet var Lumby Sogn et selvstændigt pastorat. Det hørte til Lunde Herred i Odense Amt. Lumby sognekommune blev ved kommunalreformen i 1970 indlemmet i Odense Kommune.
I Lumby Sogn ligger Lumby Kirke. Stige Kirke blev i 1886 indviet som filialkirke til Lumby Kirke, og Stige blev et kirkedistrikt i Lumby Sogn. I 2010 blev Stige Kirkedistrikt udskilt som det selvstændige Stige Sogn.
I Lumby og Stige sogne findes følgende autoriserede stednavne:
- Anderup (bebyggelse, ejerlav)
- Anderup Huse (bebyggelse)
- Anderupgård (ejerlav, landbrugsejendom)
- Elholm (bebyggelse)
- Grønnegyde (bebyggelse)
- Hauge (bebyggelse, ejerlav)
- Hedeager (bebyggelse)
- Hestehave (bebyggelse)
- Høsnæs (bebyggelse)
- Lumby (bebyggelse, ejerlav)
- Lumby Torp (bebyggelse, ejerlav)
- Lumby-Dalskov (bebyggelse)
- Nisted (bebyggelse)
- Stige (bebyggelse, ejerlav)
- Strandager (bebyggelse)